# Kyryło Fesenko
Kyryło Fesenko (ukr. Кирило Фесенко, ur. 24 grudnia 1986 r. w Dniepropietrowsku) – ukraiński koszykarz występujący na pozycji środkowego, od 2022 zawodnik Al-Nasr.

## NBA
Kyryło został wybrany w drugiej rundzie draftu w 2007 z numerem 38 do Philadelphia 76ers, po czym został wymieniony do drużyny Utah Jazz, z którymi dnia 15 sierpnia 2007 podpisał trzyletni kontrakt. W swoich dwóch pierwszych sezonach w NBA zagrał w 30 meczach. Jego największym atutem są znakomite warunki fizyczne.

## Osiągnięcia
Stan na 10 czerwca 2023, na podstawie, o ile nie zaznaczono inaczej.

### Drużynowe
- Mistrz Ukrainy (2020)[4]
- Wicemistrz FIBA Europe Cup (2018)
- Zdobywca pucharu Ukrainy (2019)
- Finalista superpucharu:
  - Włoch (2016)
  - Ukrainy (2019)[4]

### Indywidualne
- MVP miesiąca VTB (styczeń 2015)
- Najlepszy środkowy FIBA Europe Cup (2018)[5]
- Uczestnik meczu gwiazd:
  - D-League (2008)
  - ligi ukraińskiej (2019[6], 2020[4])
- Lider w zbiórkach EuroChallenge (2015)

Reprezentacja
- Wicemistrz uniwersjady (2005)
- Uczestnik mistrzostw Europy:
  - 2011 – 17. miejsce, 2015 – 22. miejsce
  - U–18 (2004)
  - U–20 (2005 – 15. miejsce)